# Amphiura intricata
Amphiura intricata är en ormstjärneart som beskrevs av Christian Frederik Lütken 1869. Amphiura intricata ingår i släktet Amphiura och familjen trådormstjärnor. Inga underarter finns listade i Catalogue of Life.